# Rewers
Rewers é um filme de drama polonês de 2009 dirigido e escrito por Borys Lankosz. Foi selecionado como representante da Polônia à edição do Oscar 2010, organizada pela Academia de Artes e Ciências Cinematográficas.

## Elenco
- Agata Buzek - Sabina
- Krystyna Janda - mãe de Sabina
- Anna Polony - avó de Sabina
- Marcin Dorociński - Bronisław
- Łukasz Konopka - Arkadiusz
- Adam Woronowicz - Mr Józef
- Bronisław Wrocławski - Director Barski
- Błażej Wójcik - Marcel